# Todorka Jordanova
Todorka Jordanova, född 3 januari 1956, är en bulgarisk basketspelare som var med och tog OS-brons 1976 i Montréal. Detta var första gången damerna deltog vid de olympiska baskettävlingarna. 